# Tranzisztoros demodulátor
A tranzisztoros demodulátor egy olyan demodulátor kapcsolás, amely amplitúdómodulált jelek demodulálására alkalmas.
A tranzisztoros demodulátor tranzisztort tartalmaz, működéséhez tápfeszültség szükséges, erősítést is végez, ezért aktív demodulátor.

## Felépítése[1]
A tranzisztoros demodulátor alapja egy erősítőáramkör, melynek munkapontja úgy van beállítva, hogy a bemenetére érkező jel negatív tartományát levágja. Mivel erősítőáramkör, így tápfeszültséget igényel, és jelerősítést is végez. A demoduláció szempontjából az erősítőáramkör a dióda szerepét tölti be.
- P1-P2 kapocs: a demodulátor bemenete, P1 az AM jel, P2 a földpotenciál
- C1: leválasztókondenzátor, értéke akkora, hogy a vivőjel frekvenciáján kis impedanciája legyen.
- R1-R2 ellenállások: bázisosztó, a tranzisztor bázisfeszültségét arra az értékre állítja, ahol a lineáris szakasz kezdődik. Értékük kritikus, függ a tápfeszültségtől és az alkalmazott tranzisztor típusától.
- T1: Tranzisztor, olyan típust kell használni, melynek határfrekvenciája nagyobb a modulált jel vivőfrekvenciájánál. A tranzisztorok határfrekvenciája meg van adva az adott tranzisztor dokumentációjában. A tranzisztor végzi az egyenirányítást, valamint erősít is.
- R3: Kollektorellenállás, értéke függ a tranzisztor típusától, és a tápfeszültségtől.
- R4: a tranzisztor munkaellenállása, szerepe ugyanaz, mint a diódás demodulátor munkaellenállásának.
- C2: szűrőkondenzátor, kiszűri a nagyfrekvenciás komponenst, szerepe ugyanaz, mint a diódás demodulátor szűrőkondenzátorának.
- C3: leválasztókondenzátor, értéke akkora, hogy a kimeneti jel frekvenciatartományában kis impedanciát mutat.

## Működése
Az amplitúdómodulált jel demodulálásához a jel egyik félperiódusát le kell vágni. A diódás demodulátornál ezt a feladatot a dióda végzi, a tranzisztoros demodulátornál pedig az erősítő. Mivel csak az egyik félperiódust használjuk, így egy AB osztályú erősítő egyik felét használjuk. 
Az ábrán látható kapcsolás a jelet félbevágta, és jelentős, 200-szoros feszültségerősítést is végzett. 
A kapcsolási rajz kiegészítve a szűrőkörrel, és a bemenetére modulált jelet kapcsolva:

## Megjegyzés
Az áramköri szemléltető ábrák és szimulációk készítéséhez a nyílt forrású, QUCS (Quite Universal Circuit Simulator) áramkör-szimulációs program volt használva. A QUCS honlapja: https://qucs.sourceforge.net/